# Schloßgartensalon (Merseburg)

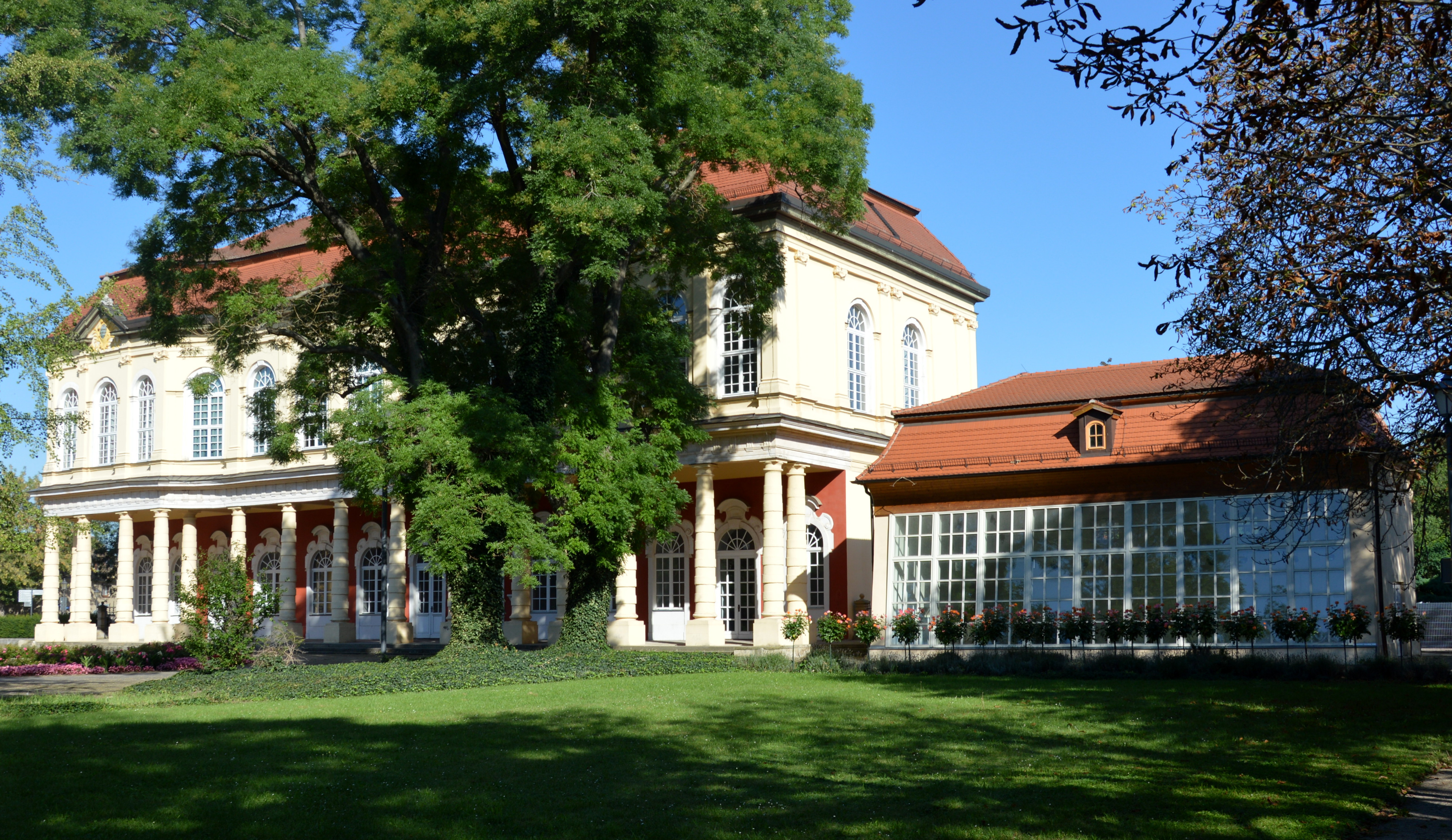
Schloßgartensalon mit Orangerie, 2017

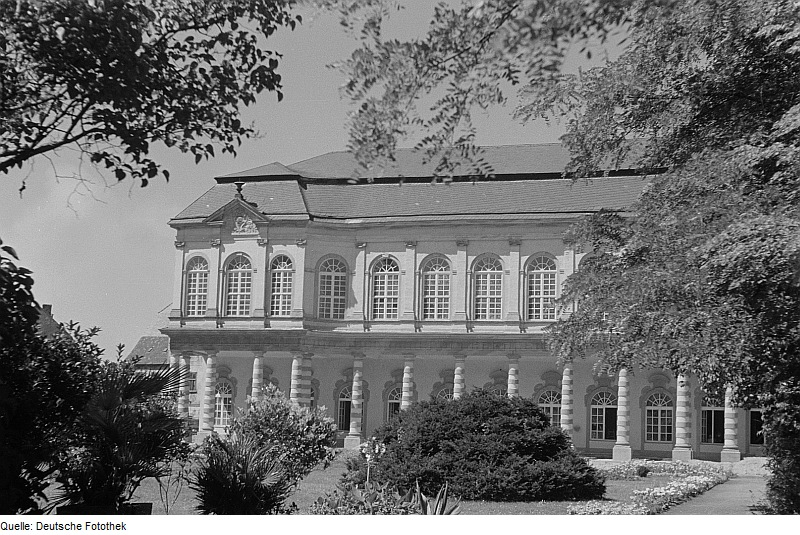
1953

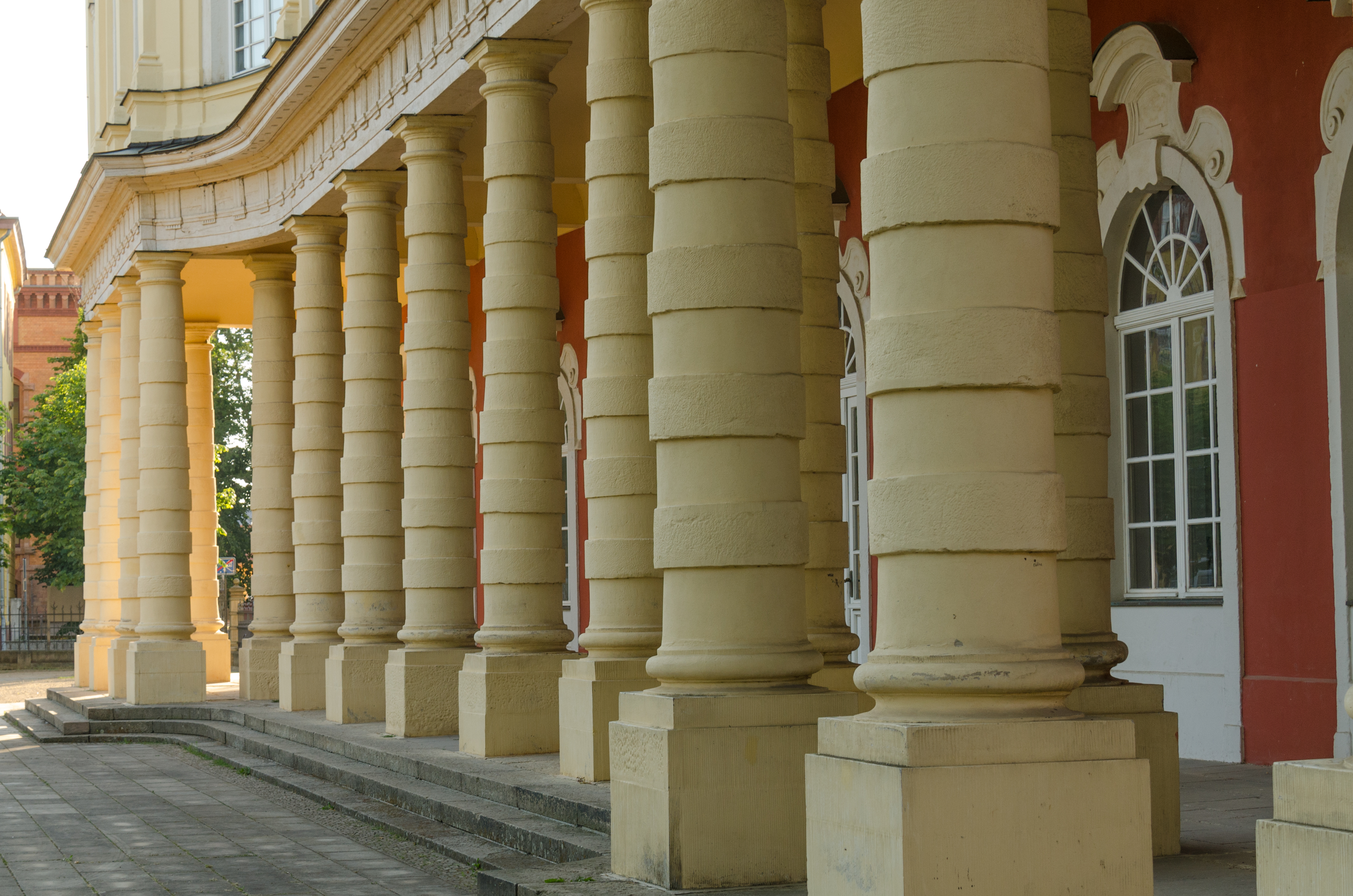
Säulen vor der Südseite des Erdgeschosses

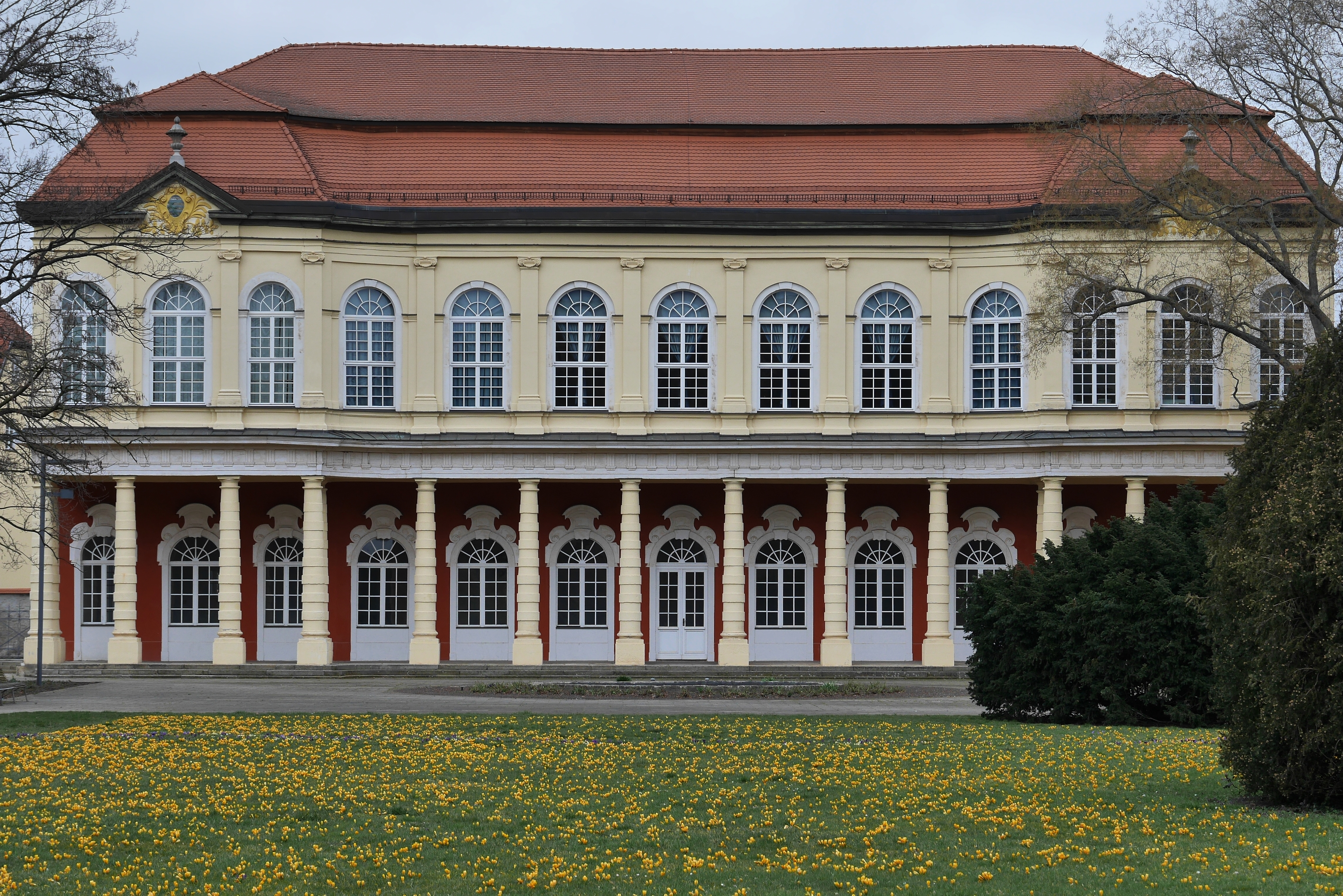
Blick von Süden, 2016

Der Schloßgartensalon ist ein zum denkmalgeschützten Schlossgarten in der Stadt Merseburg in Sachsen-Anhalt gehörendes Gebäude.

## Lage
Er befindet sich am nördlichen Ende des Schlossgartens, westlich oberhalb des Laufs der Saale.

## Architektur und Geschichte
Das zweigeschossige Gebäude entstand ab 1727 nach Plänen von Johann Michael Hoppenhaupt im Stil des Barock im Auftrag des Herzog Moritz Wilhelm von Sachsen-Merseburg und sollte als Festsaal für Gartenfeste dienen. Fertiggestellt wurde der Bau zwischen 1731 und 1735. Die Fassade des auf rechteckigem Grundriss errichteten Schlossgartensalons ist 13-achsig ausgeführt und nach Süden zum Schlossgarten hin ausgerichtet. Jeweils drei Achsen an Ost- und Westseite treten als Seitenrisalite aus dem Gebäude hervor. Sie sind jeweils von einem kleinen Giebel überfangen. Das Erdgeschoss hat auf der Südseite eine toskanische Säulenhalle, die ursprünglich durch Fenstertüren sich zum Garten hin öffnete. Die Säulen im Erdgeschoss sind rustiziert und werden im oberen Geschoss in Form von Pilastern fortgeführt. Bedeckt ist das Haus mit einem Mansardwalmdach. Auf der Rückseite wurde später ein Treppenhaus angefügt.
In der Säulenhalle befanden sich ursprünglich vor den Mauerpfeilern 14 Statuen von römischen Göttern, sie wurden jedoch 1836 entfernt.
Ab 1825 diente das Haus zeitweise als Tagungsort für die Ständevertretung der preußischen Provinz Sachsen, dem damaligen Provinziallandtag und Vorläufer des heutigen Landtags Sachsen-Anhalt. Der zweite Stock des Schlosses wurde vom Landtagskommissar genutzt, der Schloßgartensalon vom Provinziallandtag. Neben dem großen Salon enthielt das Haus vier große und zwei kleine Räume, die von den Ausschüssen genutzt wurden. Um das Haus nutzen zu können, war eine Grundsanierung notwendig. Da die Landtagssitzungen im Winter stattfanden, war insbesondere der Austausch der Öfen und die Dichtung der Fenster notwendig. Die Kosten des Umbaus betrugen 1838 Reichstaler.
Das Gebäude erlitt im Zweiten Weltkrieg bei einem Bombenangriff am 28. Juli 1944 Schäden. Betroffen war insbesondere die Westseite. Schäden waren auch an Dach und Fenstern aufgetreten. Die Schäden hatten darüber hinaus eine Schwammbildung zur Folge, die die hölzernen Decken und das Treppenhaus zerstörten. Das Gebäude wurde in den Jahren 1948 bis 1953 entkernt und neue Decken eingefügt. Im Treppenhaus wurde die doppelläufige Treppe durch eine einläufige Treppe aus Beton ersetzt. 1995 erfolgte ein weiterer Umbau.
Sowohl auf der West- als auch auf der Ostseite waren ursprünglich Orangeriebauten angefügt. Der westliche Orangieanbau wurde bei dem Bombenangriff im Jahr 1944 zerstört und die Reste dann abgerissen. Der östliche Anbau diente ab 1968 als Gaststätte.